# Војислав Станковић
Војислав Станковић (Врање, 22. септембар 1987) српски је фудбалер који тренутно наступа за Телеоптик.

## Каријера
Каријеру је започео у врањанском клубу Соко, а након гашења клуба прелази у други градски клуб Динамо. Играјући за омладинце Динама, бележи успех ушавши са клубом у Омладинску лигу Србије. Одмах потом је прекомандован у први тим где у наредном периоду игра у Српској лиги Исток и Првој лиги Србије.
У највишем рангу српског фудбала, Суперлиги Србије, дебитовао је као играч ОФК Београда током календарске 2009. године. У јануару 2010. потписао је петогодишњи уговор са београдским Партизаном. Учествовао је у освајању четири титула првака и једног трофеја Купа Србије. Такође, велики успех који је постигао сa Партизаном је пласман у Лигу шампиона у сезони 2010/11. Након истека уговора са „црно-белима“, као слободан играч каријеру је наставио у Азербејџану, где је наступао за Интер Баку, Габалу и Нефчи. У српски фудбал се вратио лета 2023. године када је потписао за Железничар из Панчева.
За сениорску репрезентацију Србије наступио је у пријатељском сусрету са Јапаном (3:0) у априлу 2010. године.

## Трофеји

### Партизан
- Суперлига Србије (4): 2009/10, 2010/11, 2011/12, 2012/13.
- Куп Србије (1): 2010/11.